# أداد عذقي
أداد عذقي (الاسم العلمي: Carlina corymbosa) نوع نباتي ينتمي إلى جنس الأداد من الفصيلة النجمية.